# Муса, Саид
Саид Уилберт Муса (англ. Said Wilbert Musa; род. 19 марта 1944 года, Сан-Игнасио, Белиз) — премьер-министр Белиза с 1998 по 2008  годы от Народной объединённой партии Белиза (НОП). Также занимает пост министра финансов страны.
Родился в семье выходцев из Палестины, четвёртый ребёнок в семье, где всего было восемь детей. Окончил начальную школу св. Андрея в Сан-Игнасио, затем Колледж св. Иоанна в городе Белиз. Получил диплом юриста в университете Манчестера в Великобритании в 1966 году. В 1967 году вернулся в Белиз, где занялся частной адвокатской практикой.
Вскоре вступил в НОП, одну из двух основных политических партий страны. В 1981 году, сразу после получения Белизом независимости, стал депутатом Национального собрания 1-го созыва. В 1981—1984 годах занимал посты генерального прокурора и министра экономического развития, в 1989—1993 годах был министром иностранных дел и образования. В первые годы независимости Муса также являлся членом комитета, разрабатывавшего конституцию Белиза, и участвовал в переговорах по решению пограничного вопроса с Гватемалой.
В 1996 году возглавил НОП, в 1998 и 2003 годах приводил её к победе на парламентских выборах.

## Детство и школьные годы
Саид Муса родился в Сан-Игнасио, в районе Белиза Кайо. Он был четвёртым из восьми детей Авроры Муса, урождённой Гиббс, и Хамида Муса палестинского происхождения,
Муса учился в начальной школе в Сан-Игнасио. Затем он учился в средней школе в колледже Святого Михаила в Белиз Сити, а затем колледже Джона Сикста. Затем он изучал право в университете Манчестера в Англии, где получил степень бакалавра права в 1966 году. Он вернулся в Белиз на следующий год, работал в качестве государственного адвоката, а затем занялся частной практикой.

## Политическая карьера
Муса вступил в Народную объединённую партию (НОП) в Кадл Джордж Прайс. Он выиграл выборы в парламент впервые в 1974 году в округе Форт-Джордж и лишь с небольшим отставанием от Дина Линдо, на 46 голосов. Он однако, имел успех на выборах 1979 года, завоевав место в округе Форт-Джордж и победил Линдо с перевесом в 71 голос. Он был генеральным прокурором и министром экономического развития с 1979 по 1984 год. В первые годы независимости Муса служил в составе комитета, участвовал в создании Конституции Белиза.
Муса принимал меры по снижению крупной задолженности национального банка Белиза, в основном, из-за политики 1980-х годов, существовавшей тогда кейнсианской экономики: экономика находилась в глубокой рецессии, страна теряла доходы из-за природных явлений (в том числе из-за ураганов), и Муса развивал частный сектор экономики. Он сказал: «Мы начали основную экспансионистскую программу… чтобы заплатить за политику, от которой мы приняли много долгов».
На выборах в 1984 году Муса проиграл Линдо, который выиграл с перевесом в 57 голосов, но Муса сумел вернуть себе место в выборах 1989 года, победив Линдо на 449 голоса, он выиграл выборы в округе Форт-Джордж. Муса был министром иностранных дел и образования в период с 1989 по 1993 год. Он взял на себя руководство ПНП в 1996 году и привёл партию к победе на выборах в 1998 и 2003 годах.
Политика Мусы в Белизе привела к значительному росту в течение почти десятилетнего пребывания в должности, но его популярность упала в последний год пребывания в должности из-за общественного восприятия коррупции среди членов его кабинета и внутри его партии.
За пределами Белиза Муса председательствовал в ряде региональных организаций, в том числе КАРИКОМ и СЦАИ.
Муса руководил партией НОП на выборах, состоявшихся 7 февраля 2008, однако на этот раз НОП потерпела тяжёлое поражение от UDP, и получила лишь 6 из 31 мест. Муса потерял кресло премьер-министра и стал главой округа Форт-Джордж. Лидер UDP Дин Барроу, стал новым премьер-министром страны 8 февраля.
Муса сказал в день выборов 2008 года, что это его последние выборы. После поражения НОП он поздравил Барроу. Он считал, что оппозиция, обвиняя его в коррупции, придет к победе.
13 февраля 2008 Муса заявил, что он покидает пост лидера партии. НОП провёл заседание, на котором 30 марта 2008 года Джонни Брисеньо был избран лидером НОП.

## Семья
Муса женат на Джоан Муса. Его сын Ясира — художник, поэт и артист: в Белизе он возглавляет совет, руководящий Национальным институтом культуры и истории (англ. National Institute of Culture and History, NICH). А также работает по связям с общественностью НОП. Другой сын, Карим, недавно вернулся в Белиз, получив высшее юридическое образование и занимается частной практикой.
Саид и его жена Джоан имеют также ещё трёх других сыновей: Марк Муса (врач), Саид Муса младший (выпускник Университета Южной Флориды с дипломом бакалавра в области делового администрирования) и Дэвид Муса.